# فینال جام حذفی فوتبال انگلستان ۱۹۰۰
فینال جام حذفی فوتبال انگلستان ۱۹۰۰، رقابت پایانی جام حذفی فوتبال انگلستان در سال ۱۹۰۰ میلادی است که مابین دو تیم باشگاه فوتبال بری و باشگاه فوتبال ساوت‌همپتون در کریستال پالاس لندن برگزار شده‌است.
این مسابقه که در تاریخ ۲۱ آوریل ۱۹۰۰ انجام شده‌است با نتیجه ۴ بر ۰ به سود تیم باشگاه فوتبال باری به پایان رسید.